# Урункуй
Урункуй — населённый пункт (участок) в Зиминском районе Иркутской области России. Входит в состав Хазанского муниципального образования. Находится примерно в 34 км к западу от районного центра.

## Инфраструктура
В селе отсутствуют какие-либо предприятия, из учреждений социальной сферы функционирует малокомплектная школа.

## Население
| 2002 | 2010 | 2011 | 2012 |
| ---- | ---- | ---- | ---- |
| 144  | ↘121 | →121 | ↘119 |

Гендерный состав
По данным Всероссийской переписи, в 2010 году в населённом пункте проживал 121 человек (61 мужчина и 60 женщин). На 2017 год в населённом пункте насчитывается около 80 жителей, преимущественно пенсионеры.